# فرانکلباخ
فرانکلباخ (به آلمانی: Frankelbach) یک شهر در آلمان است که در Landkreis Kaiserslautern واقع شده‌است. فرانکلباخ ۳۳۹ نفر جمعیت دارد.